# Włochatka mała
Włochatka mała (Aegolius acadicus) – gatunek ptaka z rodziny puszczykowatych (Strigidae), zamieszkujący Amerykę Północną. Nie jest zagrożony.

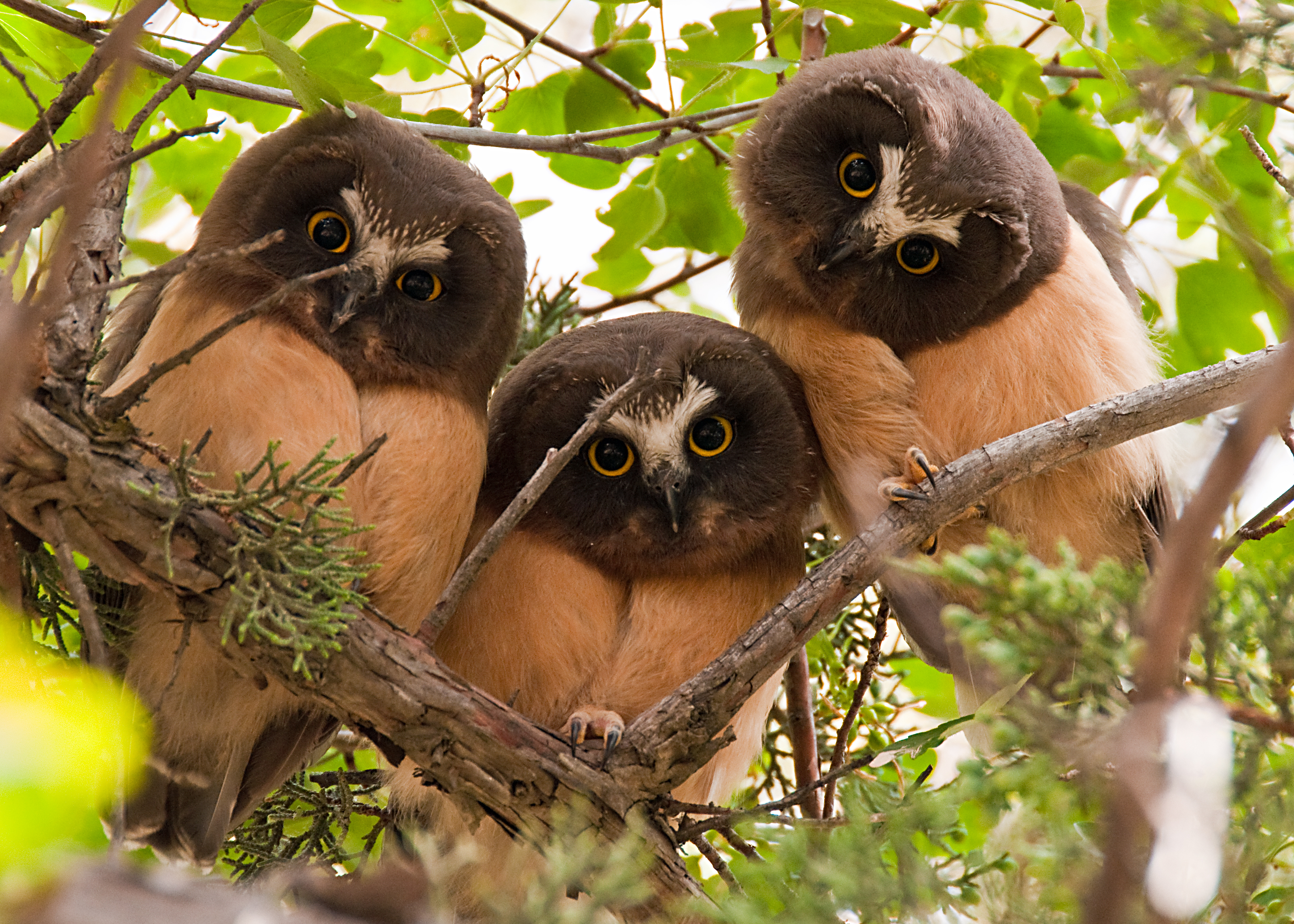
Osobniki młodociane

WyglądDługość ciała 18–22 cm. Głowa duża, okrągła; oczy duże, żółte. Wierzch ciała, z białymi plamkami; spód płowy, w brązowe kreski. Dziób ciemny. Ogon krótki. Obie płci są podobne. Młode ptaki z wierzchu czekoladowobrązowe, cynamonowopłowy brzuch, biały trójkąt na czole.
Zasięg, środowiskoMieszkaniec górskich lasów w środkowej i południowej części Ameryki Północnej. Zimuje w obrębie zasięgu lub bardziej na południe. Zwykle spotykany w przedziale wysokości 1900–3100 m n.p.m.
PodgatunkiWyróżniono dwa podgatunki A. acadicus:
- A. a. acadicus (J. F. Gmelin, 1788) – południowa Alaska, zachodnia i południowa Kanada, północne i zachodnie USA, Meksyk
- A. a. brooksi (J. H. Fleming, 1916) – Wyspy Królowej Charlotty (Kolumbia Brytyjska, Kanada)

ZachowanieTrudna do zaobserwowania, w ciągu dnia odpoczywa w swoich stałych kryjówkach. Żeby ją zwabić i zobaczyć, wystarczy naśladować wydawane przez nią odgłosy.
RozródGniazduje w dziuplach, zwykle tych wykutych przez dzięcioły; wykorzystuje też budki lęgowe. W zniesieniu 4–7 jaj białych i gładkich jaj. Ich inkubacja trwa 26–29 dni. Pisklęta po wykluciu są pokryte białym puchem, w pełni opierzone stają się po 27–34 dniach.
StatusIUCN uznaje włochatkę małą za gatunek najmniejszej troski (LC, Least Concern) nieprzerwanie od 1988 roku. Liczebność światowej populacji szacuje się na około 2 miliony dorosłych osobników. Trend liczebności populacji uznawany jest za lekko spadkowy.